# Cheek
Cheek, pseudonimo di Jare Henrik Tiihonen (Vantaa, 22 dicembre 1981), è un rapper finlandese.
Il suo soprannome, Cheek, risale ai tempi della scuola. Si trasferì a Töölö, dove tuttora risiede. Alle superiori si interessò di musica rap e incominciò a comporre nel 1998. Nel 2000, entrò a far parte del gruppo rap 5th Element e ne divenne il membro principale.

## Biografia

### Gli inizi
I primi demo autoprodotti di Cheek furono Human & Beast e 50/50. La maggior parte dei testi erano composti in inglese. Successivamente, Cheek si mise a comporre testi solamente in finlandese. Nell'ottobre del 2003 il rapper ha firmato un contratto con la Sony Music Entertainment.
Il primo album prodotto con la Sony fu Avaimet mun kulmille , pubblicato il 31 maggio 2004. L'album conteneva tre singoli che presto divennero dei successi, Avaimet mun kiesiin, Raplaulajan vapaapäivä e Avaimet mun himaan. Il 18 maggio 2005 vide la luce il suo secondo album, Käännän sivuu, che, come il precedente, entrò nella classifica degli album più venduti in Finlandia.

### Abbandono della Sony
Nel 2007, Cheek passò dalla Sony all'etichetta di musica rap indipendente Rähinä Records, la cui sottosezione, Alarm Entertainment, ha pubblicato il suo terzo album, Kasvukipuja il 18 aprile 2007. Il primo singolo tratto dall'album fu Sun täytyy, pubblicato da Sami Saari, seguito da Tuhlaajapoika, con la collaborazione di Tasis.
Il suo quarto album fu Kuka sä oot pubblicato il 21 maggio 2008. Il primo singolo estratto fu Liekeissä, che venne scelto dalla stazione radio finlandese "The Voice" come il tormentone estivo del 2008. L'album invece è stato premiato con il disco d'oro. Il secondo singolo estratto invece fu Kanssa tai ilman.
Il quinto album di Cheek fu l'oro Jare Henrik Tiihonen, pubblicato il 13 maggio 2009. Il primo singolo dell'album fu Jos mä oisin sä suonato per la prima volta l'8 aprile 2009. L'album raggiunse un tale successo da essere pubblicato successivamente come DVD il 19 novembre 2009. Cheek stesso è stato premiato per aver ricevuto 4 dischi d'oro, 2 per gli album e due per i singoli.
Nel 2010 Cheek ha vinto un Emma Gala per il miglior album hip hop.

### Abbandono della Rähinä
Nel settembre del 2010 è stato inoltre pubblicato il sesto album di studio di Cheek, Jare Henrik Tiihonen 2 da cui sono stati estratti tre singoli, Jippikayjei, Maanteiden kingi e Mikä siinä on, on la partecipazione di Jontte. Nel 2012, Cheek rompe con la Rähinä Records per firmare un contratto con la Liiga Music Oy. Nello stesso anno è stato pubblicato il singolo Pyrkiny vähentää, con la partecipazione di Spekti, che ha anticipato l'uscita del settimo album, Sokka irti, pubblicato il aprile. vennero poi pubblicati altri singoli.
Il 31 maggio 2013 è stato pubblicato Jossu, singolo che diventò tormentone estivo 2013 e a seguire, il 9 agosto dello stesso anno, venne pubblicato il secondo singolo, Timantit on ikuisia, che raggiunse i vertici delle classifiche. Entrambi i singoli anticiparono la pubblicazione dell'ottavo album, Kuka muu muka, avvenuta il 20 settembre 2013.

## Discografia
- 2004 - Avaimet mun kulmille
- 2005 - Käännän sivuu
- 2007 - Kasvukipuja
- 2008 - Kuka sä oot
- 2009 - Jare Henrik Tiihonen
- 2010 - Jare Henrik Tiihonen 2
- 2012 - Sokka irti
- 2013 - Kuka muu muka
- 2015 - Alpha Omega

## Videografia
- 2007 - Tää on mun kaupunki
- 2009 - Jare Henrik Tiihonen